# Anabel Pantoja
Anabel Pantoja Bernal (Sevilla, 15 de julio de 1986) es una influencer y colaboradora de televisión española, conocida popularmente por ser la sobrina de la tonadillera Isabel Pantoja y por su participación en programas de Telecinco como Sálvame, Supervivientes o Gran Hermano VIP.

## Biografía
Anabel nació en Sevilla el 15 de julio de 1986 en el seno de una familia de artistas, siendo siendo hija de Bernardo Pantoja y Mercedes Bernal, y su tía la tonadillera Isabel Pantoja y su tío el cantante Agustín Pantoja. Además, es prima de los televisivos Kiko Rivera e Isa Pantoja. Se fue de Sevilla para estudiar en Madrid y se formó como maquilladora, convirtiéndose en la asistente de su tía. Comenzó en el mundo de la televisión en el año 2011 como colaboradora de El programa de Ana Rosa en Telecinco.
Continuó en televisión de la mano de Telecinco en el programa Mujeres y hombres y viceversa entre 2013 y 2016, donde ejerció de comentarista. En 2014 fichó como concursante de Supervivientes junto a concursantes como Oriana Marzoli, Bibiana Fernández o Víctor Sandoval, siendo la segunda expulsada tras quince días de convivencia. Entre 2015 y 2017 fue también colaboradora de ¡Qué tiempo tan feliz!, mientras que en 2016 fichó como concursante de Levántate All Stars, presentado por Jesús Vázquez, ambos en Telecinco.
En 2015 comienza a colaborar en el debate de Gran Hermano 16 y en el programa de televisión diario Sálvame, en el que empieza con colaboraciones esporádicas. A medida que pasan los años, sus colaboraciones en el programa se hacen más importantes, llegando a alcanzar gran popularidad entre el público, especialmente en redes sociales, donde supera el millón de seguidores en Instagram. En 2019 se convirtió en concursante de Gran Hermano VIP, donde coincidió con rostros como Alba Carrillo, Mila Ximénez o Antonio David Flores, siendo la primera expulsada y en 2020 participa en El tiempo del descuento, llegando a la final. En septiembre de 2020 se convierte en la primera participante de Solos/Solas en Mitele Plus.
En 2018, comenzó una carrera empresarial abriendo un negocio de uñas y como diseñadora de una colección de bañadores y de la marca de joyas Lueli. Además, trabaja como influencer en redes sociales con la agencia Influgency. En su faceta como influencer, destaca su vídeo viral bailando, el cual llegó a ser recogido por una famosa cantante coreana del grupo Loona, en el que intentaba imitarlo. En 2021 comienza también con el diseño de complementos. Además, participa como protagonista en un vídeoclip del artista portugués Nininho Vaz Maia.
En verano de 2021, fue la protagonista de un breve documental de Sálvame, en Telecinco, titulado Anabel, al desnudo. En 2022, concursó de nuevo en el programa Supervivientes, el reality show de aventuras de famosos, donde alcanzó llegar a la final. En otoño de 2023 regresa a la televisión para colaborar en los debates de Gran Hermano VIP 8 y participa en el nuevo docureality de Telecinco, Desnudos por la vida.

## Vida personal
El 25 de noviembre del 2022 fallece su padre, Bernardo Pantoja hermano de Isabel Pantoja a los 69 años de edad por problemas de salud que empeoraron desde el 2018.
El 23 de noviembre de 2024 dio a luz a su primera hija, Alma Rodríguez Pantoja, junto a su pareja David Rodríguez con quién mantiene una relación desde 2023.

## Trayectoria
| Año               | Título                                | Cadena             | Notas                  |
| ----------------- | ------------------------------------- | ------------------ | ---------------------- |
| 2011 – 2013       | El programa de Ana Rosa               | Telecinco          | Colaboradora           |
| 2013              | Abre los ojos y mira                  | Telecinco          | Colaboradora           |
| 2013 – 2016       | Mujeres y hombres y viceversa         | Telecinco          | Opinionista            |
| 2015; 2020; 2022  | Deluxe                                | Telecinco          | Invitada               |
| 2015 – 2017       | ¡Qué tiempo tan feliz!                | Telecinco          | Colaboradora           |
| 2015 – 2022       | Sálvame                               | Telecinco          | Colaboradora           |
| 2015              | Gran Hermano: El Debate               | Telecinco          | Colaboradora           |
| 2016 – 2018; 2023 | Gran Hermano VIP: El Debate           | Telecinco          | Colaboradora           |
| 2018 – 2021       | Deluxe                                | Telecinco          | Colaboradora ocasional |
| 2019 – 2021; 2024 | Supervivientes: Conexión Honduras     | Telecinco / Cuatro | Colaboradora           |
| 2019; 2024        | Gran Hermano Dúo: El Debate           | Telecinco          | Colaboradora           |
| 2021              | Anabel al desnudo                     | Telecinco          | Protagonista           |
| 2021              | La última cena                        | Telecinco          | Comensal               |
| 2022              | Secret Story: La casa de los secretos | Telecinco          | Colaboradora           |
| 2022              | Déjate querer                         | Telecinco          | Invitada               |
| 2022              | El debate de las tentaciones          | Telecinco / Cuatro | Colaboradora           |
| 2024              | TardeAR                               | Telecinco          | Colaboradora           |

### Concursos
| Año  | Título                     | Cadena    | Posición        |
| ---- | -------------------------- | --------- | --------------- |
| 2014 | Supervivientes 2014        | Telecinco | 2.ª expulsada   |
| 2016 | Levántate All Stars        | Telecinco | 2.ª expulsada   |
| 2019 | Sálvame Okupa              | Telecinco | 3.ª finalista   |
| 2019 | Gran Hermano VIP 7         | Telecinco | 1.ª expulsada   |
| 2020 | El tiempo del descuento    | Telecinco | 3.ª finalista   |
| 2020 | La última cena             | Telecinco | 3.ª clasificada |
| 2020 | Solo/Sola                  | Telecinco | Abandono        |
| 2022 | Supervivientes 2022        | Telecinco | 12.ª expulsada  |
| 2022 | Mediafest Night Fever      | Telecinco | Abandono        |
| 2023 | Desnudos por la vida       | Telecinco | Participante    |
| 2025 | Bailando con las estrellas | Telecinco | TBA             |

## Obras publicadas
- Pantoja, Anabel (10 de noviembre de 2020). El plan de Sálvame para curvys. Barcelona: Ediciones Martínez-Roca. p. 192. ISBN 978-8427047884. [24]

## Premios y nominaciones
| Año  | Premio               | Categoría          | Resultado | Ref.   |
| ---- | -------------------- | ------------------ | --------- | ------ |
| 2020 | Premios HOY Magazine | Influencer del año | Ganadora  | [ 25 ] |